# Josiah Wedgwood (schip, 1944)
De Josiah Wedgwood was een in 1944 gebouwd stoomschip. In 1946 deed het onder de vlag van Panama dienst in de Aliyah Bet, de illegale immigratie van Joden naar het Mandaatgebied Palestina.

## Geschiedenis
De immigratie naar Palestina en de aankoop van schepen werd streng gereguleerd door de Britse autoriteiten. De Mossad Le'Aliyah Bet kocht een klein aantal schepen in de Verenigde Staten en Canada. Van de Koninklijke Canadese marine werden twee korvetten van hetzelfde type gekocht, elk met een tonnage van 980. Deze schepen, de HMCS Beauharnois en de HMCS Norsyd, waren de eerste Amerikaanse schepen die in de Aliyah Bet werden ingezet. Voor deze en andere in Amerika gekochte schepen monsterde de Mossad Le'Aliyah Bet Amerikaanse en Canadese vrijwilligers, door de jisjoev machalniks genoemd.
De naam van de HMCS Beauharnois werd veranderd in Josiah Wedgwood, de naam van een in 1943 gestorven Brits politicus die zich had beijverd voor het zionisme. Op 20 juni 1946 vertrok de Josiah Wedgwood vanuit de Italiaanse havenstad Vado Ligure. Naast 1259 immigranten en de Amerikaanse en Canadese bemanningsleden bevonden zich vijf Palyamniks (zeelieden), twee Gideonim (marconisten), een technicus en de Amerikaanse journalist I.F. Stone aan boord.
Het schip werd op 26 juni door de patrouilleschepen van de Royal Navy onderschept, waarop de immigranten werden gedeporteerd naar het interneringskamp Atlit in Palestina. Stone publiceerde in 1946 zijn ervaringen op de Josiah Wedgwood en andere illegale immigratieschepen in zijn boek Underground to Palestine.

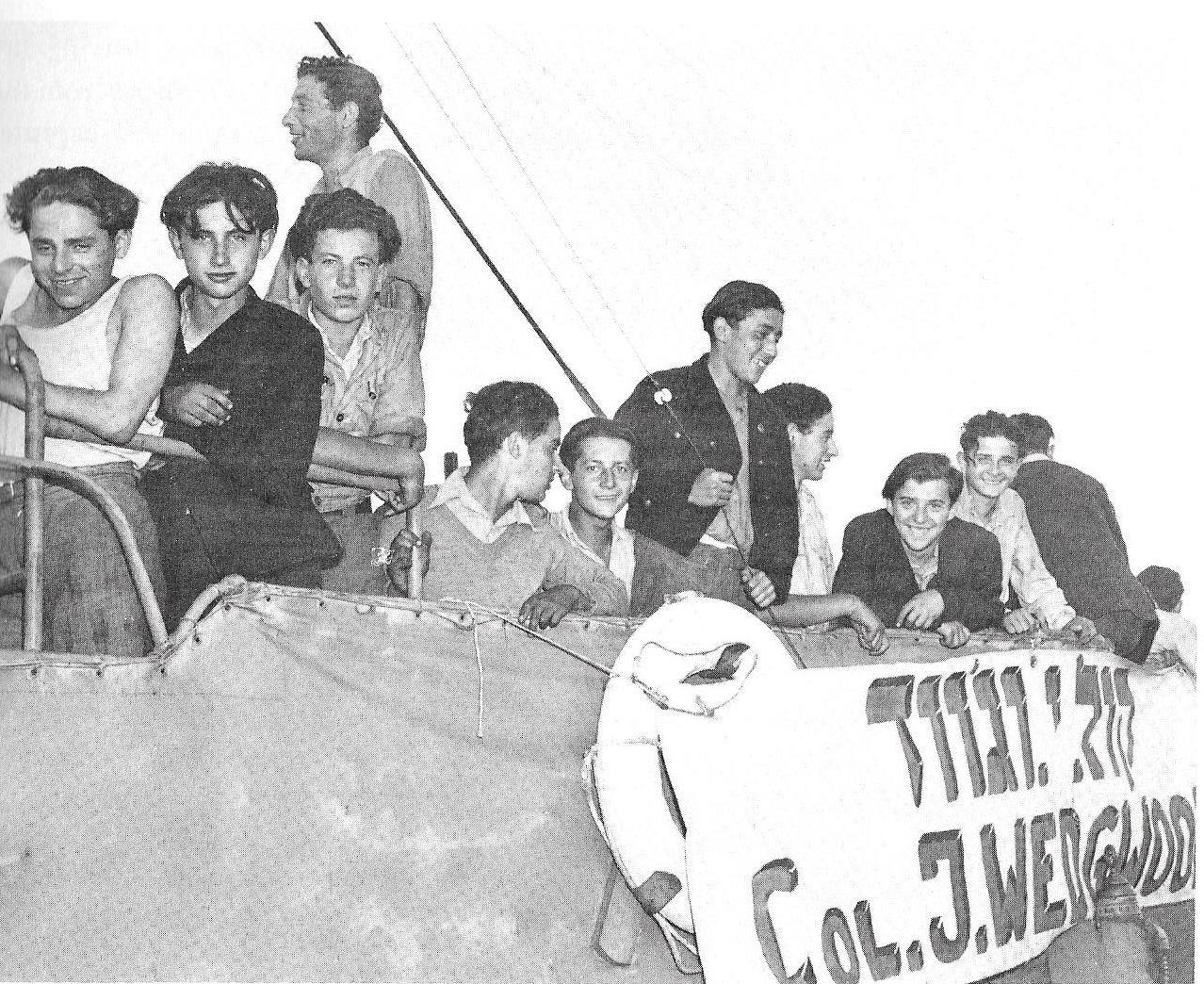
Immigranten aan boord van de Josiah Wedgwood
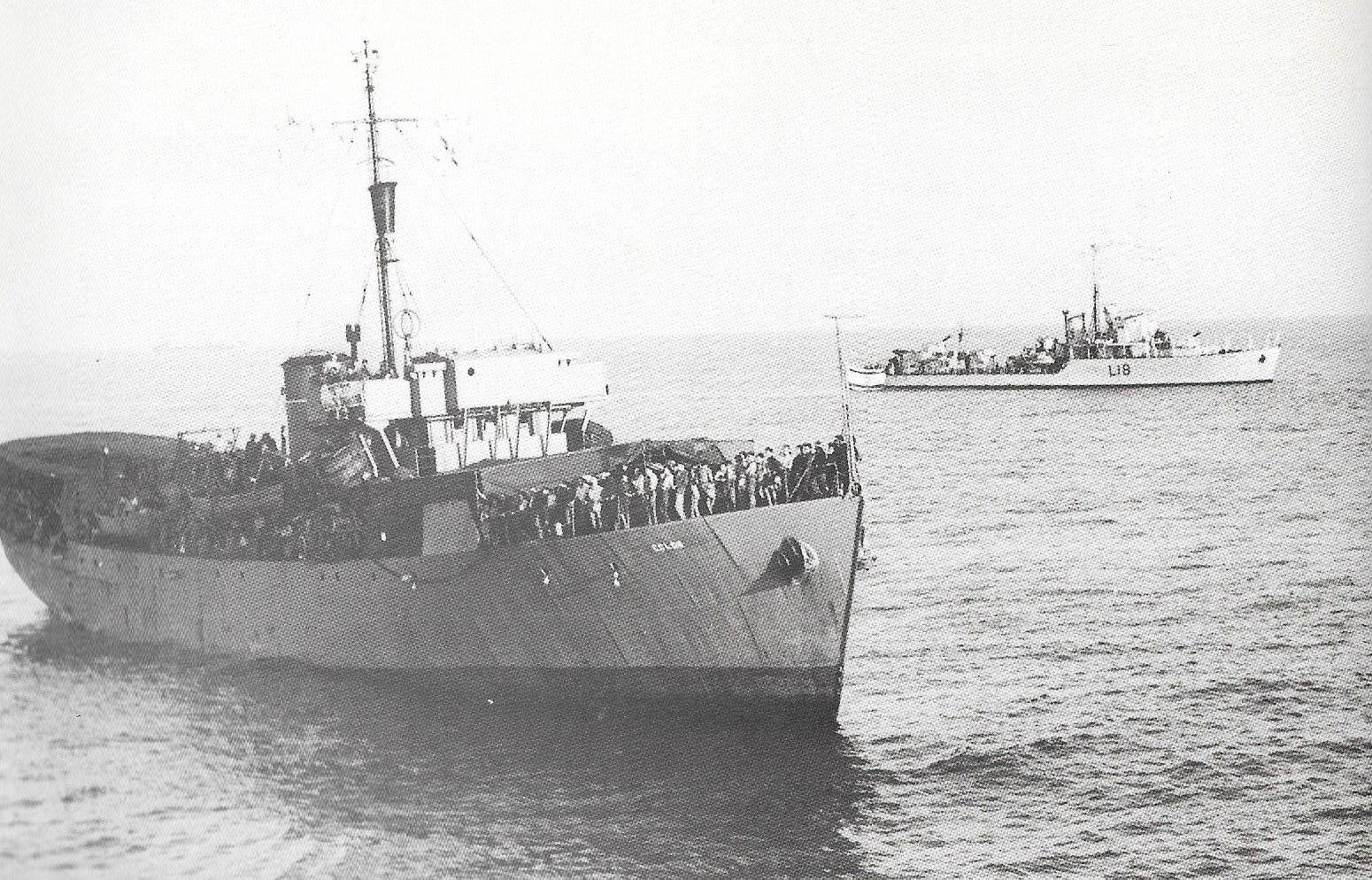
De Josiah Wedgwood wordt onderschept door een Britse patrouilleschip
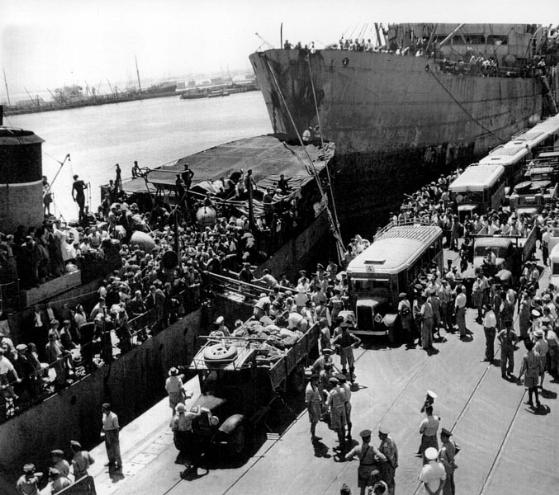
Ontscheping van de immigranten in Haifa
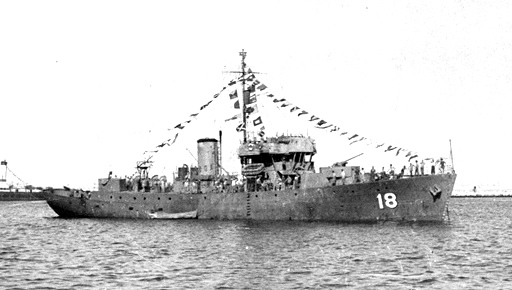
De INS Wedgwood Q-18 in mei 1949

### Israëlische marine
Na de Israëlische onafhankelijkheidsverklaring van 14 mei 1948 verlieten de Britten Palestina en kwam de Josiah Wedgwood in het bezit van het Israëlisch defensieleger. Het schip deed tot 1955 dienst in de Israëlische marine onder de naam INS Wedgwood Q-18.